# Frank Vanhecke
Frank Vanhecke (ur. 30 maja 1959 w Brugii) – belgijski i flamandzki polityk, poseł do Parlamentu Europejskiego, przewodniczący Bloku Flamandzkiego i Interesu Flamandzkiego.

## Życiorys
Karierę polityczną rozpoczął w czasie studiów, kiedy to wstąpił do Nationalistische Studentenvereniging, flamandzkiej organizacji studenckiej. W tym czasie był również członkiem Unii Ludowej. W 1977 wystąpił z tej organizacji, dołączając do Flamandzkiej Partii Narodowej, poprzedniczki Bloku Flamandzkiego. Ukończył studia z zakresu komunikacji na Vrije Universiteit Brussel.
Awansował stopniowo w hierarchii partyjnej, będąc od 1986 odpowiedzialnym za politykę prasową i kontakty z mediami. W 1989 został osobistym asystentem eurodeputowanego Karela Dillena. W połowie lat 90. po raz pierwszy zasiadł w radzie miejskiej Brugii. W 1994 sam został wybrany do Parlamentu Europejskiego. Reelekcję uzyskał w kolejnych wyborach w 1999, złożył mandat w 2003. Ponownie wybierany do PE w 2004 i w 2009.
Był członkiem nacjonalistycznej grupy Tożsamość, Tradycja i Suwerenność istniejącej w 2007. Od czasu jej rozwiązania pozostawał niezrzeszony. Zasiadał m.in. w Komisji Wolności Obywatelskich, Sprawiedliwości i Spraw Wewnętrznych. W VII kadencji PE przystąpił do Komisji Rozwoju oraz do Podkomisji Praw Człowieka.
W 1996, po rezygnacji Karela Dillena z funkcji przewodniczącego Bloku Flamandzkiego, został mianowany na jego następcę. Od 2003 do 2004 był senatorem i przewodniczącym frakcji swojej partii w belgijskim Senacie.
Kiedy w listopadzie 2004 Blok Flamandzki został rozwiązany, a w jego miejsce utworzono nową partię pod nazwą Interes Flamandzki, Frank Vanhecke został pierwszym przewodniczącym nowego ugrupowania (pełnił tę funkcję do 2008). W trakcie VII kadencji PE odszedł z partii, dołączył do frakcji Europa Wolności i Demokracji.